# Non nobis solum
Non nobis solum (с лат. — «Не только для самих себя») — латинский девиз. Распространены варианты non nobis, sed omnibus (не для нас, но для всех) и non nobis solum, sed omnibus (не только для себя, но и для всех). Выражение означает, что вклад в общее благо человечества должен стоять превыше интересов отдельно взятого индивидуума.
Девиз происходит от предложения из самой влиятельной философской работы Цицерона «Об обязанностях» (лат. De Officiis). В оригинале Цицерон пишет: «non nobis solum nati sumus ortusque nostri partem patria vindicat, partem amici» (мы рождаемся не только для себя, но и для нашей страны и друзей, которые имеют долю в нас), «Трактат об обязанностях», 1:22. Предложение, со слов самого Цицерона, взято из дословного перевода письма Платона к Архиту. В контексте отрывка выражение означает, что в действительности люди были созданы для блага своих собратьев и должны принести окружающим как можно больше пользы. Цицерон связывает это понятие со стоическим идеалом космополитизма,
согласно которому все люди имеют естественное родство с другими людьми, и в соответствии с которым необходимо содействовать общему благу путём проявления доброты и предоставления помощи (officia).
Девиз используется в эмблемах различных правительственных учреждений и университетов, например, Викторианском.

## Галерея

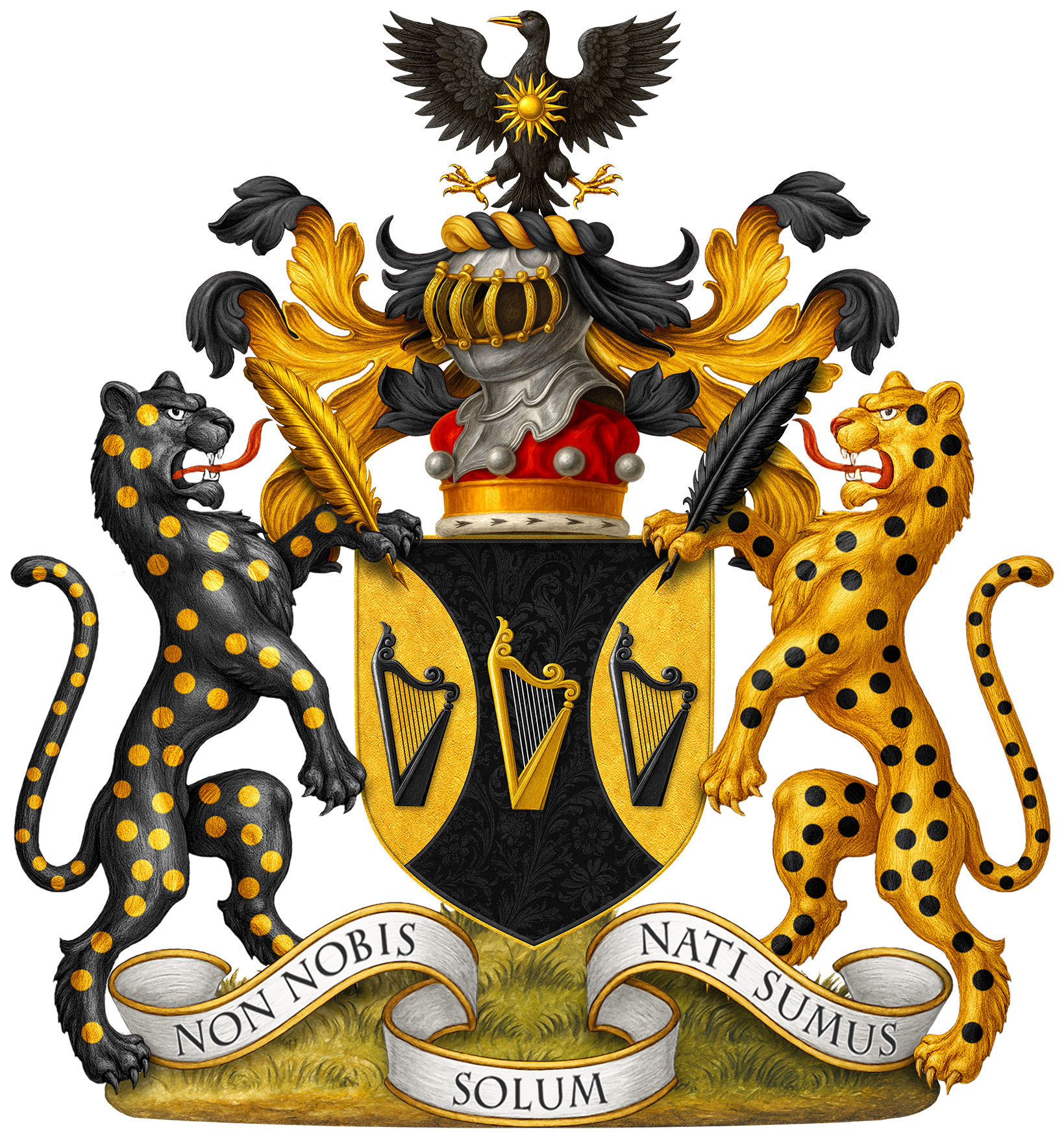
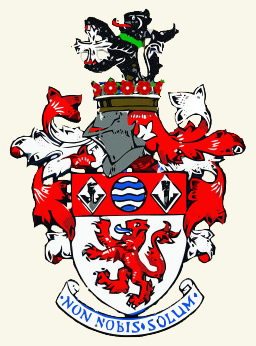